# Macropus
Macropus je rod klokanů z řádu dvojitozubci (Diprotodontia) a čeledi klokanovití (Macropodidae), jehož zástupci jsou endemičtí k Austrálii. Odborné jméno rodu pochází ze starořeckého μακρούς a znamená „dlouhá končetina“. 
Typovým druhem je klokan obrovský (M. giganteus). Rod tradičně zahrnoval velké množství druhů klokanů řazených do tří podrodů: Macropus, Osphranter a Notamacropus. Studie z roku 2019 nicméně poslední dva podrody povýšila na úroveň samostatných rodů, neboť původní koncept vyhodnotila jako parafyletický.

## Druhy
- Macropus giganteus Shaw, 1790 – klokan obrovský
- Macropus fuliginosus (Desmarest, 1817) – klokan velký